# Ekstroversion og introversion
Ekstroversion (eller ekstraversion) og introversion er begreber, som Carl Gustav Jung bruger som betegnelse for personers indstilling til omverden.
Den ekstroverte personlighed (udadrettede) relaterer sig mest efter det ydre, mod de kollektive normer og adfærdsmønstre. Personen har brug for omgivelsernes opmærksomhed, og er i dialog med denne. Personen har typisk en 'man-holdning' (man siger, man gør). Sådanne personer føler sig godt tilpas i udadvendte og sociale aktiviteter.
Den introverte personlighed (indadrettede) relaterer sig derimod til sit eget indre, mens indtrykkene fra omverden er sekundære. Disse personer er mere tøvende i deres reaktionsmønstre, tingene skal lige prøves af først på den indre tankeverden. Personen vil søge efter formål og motiv bag handlingerne og kan være distræt (en typisk 'professor-type').
Disse indstillingstyper er kompensatoriske i forhold til den ubevidste psyke. Det vil sige, at personen, som har en bevidst ekstrovert orientering, i sit ubevidste vil være introverteret, og omvendt.
I sin psykologiske typologi kobler Jung disse indstillingsmåder til psykens fire bevidsthedsfunktioner: tænken, følen, intuition og sansning.